# Wang Yafan
Wang Yafan (王雅繁, født 30. april 1994 i Nanjing, Folkerepublikken Kina) er en professionel tennisspiller fra Folkerepublikken Kina.